# Сиберут
Сиберу́т (индон. Pulau Siberut) — самый большой и самый северный из Ментавайских островов, лежащих в 150 километрах к западу от центральной части Суматры в Индийском океане. Основное население — ментавайцы.
В 2004 году Сиберут пострадал от цунами, вызванным подводным землетрясением в Индийском океане, но сообщений о человеческих жертвах не было.

## География
Климат острова экваториальный, температура колеблется от 22 до 31 °C, а влажность — от 81 до 85 %. Среднегодовой уровень осадков — 4000 мм.
Восточный берег состоит из заливов и коралловых рифов и покрыт мангровыми зарослями, которые сменяются мангровыми пальмами. Значительная часть острова покрыта влажными тропическими лесами, также присутствуют участки первобытного леса.
К Сиберуту примыкают мелкие острова, к наиболее крупным из которых относятся Масокут, Нгиау и Карангмаджат.

## Разнообразие биологических видов
Сиберут отделился от материнского Зондского шельфа в среднем плейстоцене. Длительная изоляция привела к тому, что нам нём образовалось множество эндемичных видов, в том числе более 900 видов сосудистых растений и более 30 уникальных видов животных. 65 % млекопитающих и 15 % других животных острова эндемичны. Из 134 видов птиц эндемичны 19.
Сиберут известен тем, что на нём обитает множество приматов, таких как карликовый гиббон или гиббон Клосса (Hylobates klossii), одноцветный носач (Simias concolor или Nasalis concolor), ментавайский лангур (Presbytis potenziani), сиберутский макак (Macaca siberu).

## Окружающая среда
Сиберут был признан биосферным заповедником в 1981 году, а в 1993 году западная часть острова была объявлена национальным заповедником «Национальный парк „Сиберут“» с территорией в 190,5 тысяч гектаров. Около 70% оставшихся дождевых лесов за пределами заповедника вырублены в коммерческих целях.
В 2001 году ЮНЕСКО начало новую фазу в программе сохранения экосистемы Сиберута посредством местного развития. Эта фаза включает в себя создание партнёрства местных сообществ, природоохранных групп и местных органов власти. Тем не менее, плохое управление и коррупция по-прежнему является причиной значительных нелегальных вырубок.